# ویکتوریا، شاهدخت سلطنتی
ویکتوریا آدلاید ماری لوییزا ملقب و معروف به شاهدخت سلطنتی ویکتوریا (انگلیسی: Victoria, Princess Royal; زاده ۲۱ نوامبر ۱۸۴۰ – درگذشته ۵ اوت ۱۹۰۱) امپراتریس آلمان و ملکه پروس و همسر فریدریش سوم، امپراتور آلمان و مادر ویلهلم دوم، امپراتور آلمان بود. او بزرگترین فرزند ملکه ویکتوریا ملکهٔ پادشاهی متحد بریتانیای کبیر و ایرلند و پرنس آلبرت بود. او در سال ۱۸۴۱ عنوان شاهدخت سلطنتی را گرفت.